# Jekatěrinburgská pevnost
Jekatěrinburská pevnost (rusky Екатеринбургская крепость) byla historická pevnost v Jekatěrinburgu, správním centru Uralského federálního okruhu v Rusku. Byla postavena na počátku 18. století a sloužila jako obranné opevnění v rané historii Jekatěrinburgu, než byla postupně zbořena.

## Historie
Na počátku 18. století byla osada v Jekatěrinburgu jedním z nejvzdálenějších pevností Ruské říše na východě země, hraničícím se Sibiří. Osada se nacházela na břehu řeky Iseť, byla strategicky důležitá a díky bohatým ložiskům nerostů na Uralu byla oblast kandidátem na osídlení. V roce 1721 byly zahájeny práce na výstavbě slévárny, což dále zvýšilo strategický význam osady. Pro lepší využití vojenské síly v této oblasti byla 3. března 1723 zahájena výstavba nové pevnosti kolem osady Jekatěrinburg, počínaje založením kasáren. Ve stejném roce byly zahájeny práce na přehradě řeky Iseť, z nichž většinu provedl 38. tobolský pěší pluk.

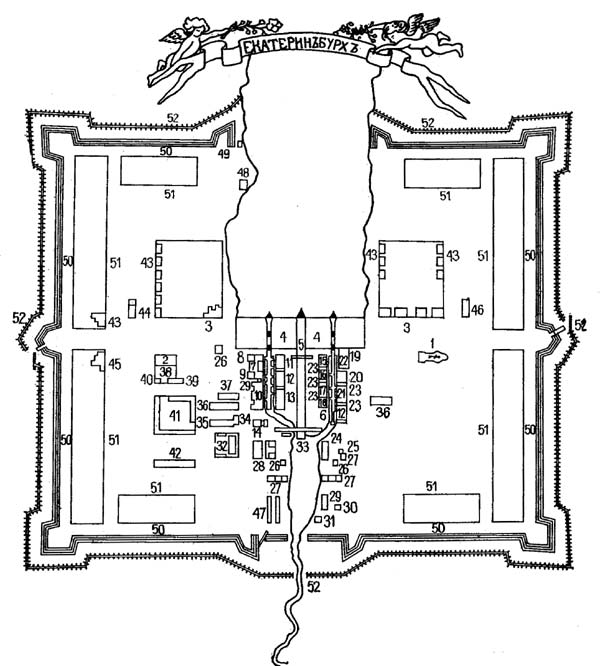
Plán Jekatěrinburgu v roce 1723

Jak Jekatěrinburg rostl, byla pevnost rovněž rozšířena a měla hranatý obranný obvod. Do roku 1724 byla kolem budov pevnosti postavena dřevěná palisáda a příkop, přičemž již postavená přehrada umožňovala stavbu pevnosti na obou stranách Isetě. V roce 1729 ruská vláda udělila povolení k rozšíření pevnosti, což umožnilo výstavbu další slévárny, skladu, mlýna a pekárny. Kromě výroby a skladování potřeb potřebných pro místní posádku pomohla struktura pevnosti formovat ranou městskou historii Jekatěrinburgu, přičemž brány opevnění tvořily hlavy budoucích ulic. V polovině třicátých let 18. století byly vnější stěny pevnosti rozšířeny a pevnost získala šestihranný tvar.
Ve 40. letech 17. století začaly původní dřevěné palisády pevnosti chátrat, což vedlo k tomu, že pevnost zchátrala. V letech 1743 až 1746 byla tvrz renovována, původní hradby byly zbořeny a nahrazeny hliněnými palisádami. Samotný Jekatěrinburg se nadále rozšiřoval a do poloviny 18. století město přerostlo hradby.
V 70. letech 18. století nepokoje v Rusku (zejména Pugačevovo povstání) v jiných částech říše pobídly místní úřady k opětovné modernizaci pevnosti; od roku 1774 do roku 1778 byla pevnost rozšířena tak, že znovu obklopovala celé město Jekatěrinburg. Kromě toho byly postaveny nové palisády a zemní práce a založeny dělostřelecké baterie. Nová pevnost měla na rozdíl od předchozích čtyř také šest bran. Navzdory těmto snahám o expanzi se město v 80. letech 18. století opět rozšířilo mimo hranice pevnosti a do 90. let 18. století byly části zdí pevnosti zbořena. Podle jednoho zdroje byl navržen plán na vybudování nové kamenné pevnosti, která by nahradila stárnoucí opevnění, ale nikdy nebyla realizována. Pozůstatky pevnosti byly postupně zbourány, když se Jekatěrinburg rozšířil v 19. století.